# The Ethiopians
The Ethiopians sind eine der einflussreichsten jamaikanischen Gesangsgruppen. Sie waren nicht nur Vorreiter beim Übergang vom Ska über Rocksteady zum Reggae. Die stark vom Rastafarianismus geprägten Texte des Lead-Sängers und Songwriters Leonard Dillon ebneten außerdem den Weg für die sozialkritische Roots-Reggae-Ära in den 1970er Jahren. Diese Band ist nicht mit der Band The Abyssinians zu verwechseln, obwohl die Bandnamen Synonyme sind.

## Bandgeschichte
Leonard Dillon, der Gründer der Band, wird 1942 im jamaikanischen Port Antonio geboren. Wie viele jamaikanische Musiker sammelt er erste musikalische Erfahrungen im Kirchenchor. Er zieht in die Hauptstadt Kingston, wo er Bekanntschaft mit Peter Tosh schließt. Unter dem Pseudonym „Jack Sparrow“ und mit den Wailers als Background-Chor veröffentlicht er 1965 zwei Singles: Ice Water und Suffering on the Land. Produzent ist Clement Dodd.
Zu dieser Zeit schließt Dillon Bekanntschaft mit einem Gesangsduo, bestehend aus Sänger Stephen Taylor und Sänger/Gitarrist Aston Morris, das sich auf der Straße sein Geld verdient. Sie beschließen ein Trio, die „Ethiopians“, zu gründen. 1966, in der Spätphase des Ska, nehmen sie im Studio One eine Reihe von Singles auf, dann verlässt Morris, selbst ein Songwriter, die Gruppe. Als Ersatz für ihn kommt Albert Griffiths, der später die Gladiators gründen sollte. In der neuen Besetzung schaffen sie den Durchbruch mit einem der bekanntesten Ska-Hits überhaupt: Train To Skaville, ein Riesenerfolg in Jamaika, der auch in England noch die Top 40 erreicht. Die Ethiopians sollten von ihrem Erfolg nie viel Geld zu Gesicht bekommen.
Im Jahr 1967, der Blütezeit des Rocksteady, arbeitet die Gruppe mit der Produzentin Sonia Pottinger und auch teilweise mit Lee Perry. Ein großer Erfolg wird The Whip, ein Song, der durch das lange Bläser-Intro und die in den Vordergrund gemischte Perkussion auffällt. Ein weiterer Hit ist Engine 54.
Im Jahr 1968 schließen die Ethiopians sich dem Produzenten J. J. Johnson an, mit dem sie ihre künstlerisch vielleicht produktivste Phase haben sollten. Für Albert Griffiths kommt Melvin „Mellow“ Reid in die Gruppe, in der Folgezeit arbeiten Dillon und Taylor jedoch auch gelegentlich als Duo. Ihre erste LP „Engine 54“ erscheint. Ein großer kommerzieller Erfolg wird ihre Single Everything Crash. Im Text geht es um die wirtschaftliche und politische Instabilität, die nach der Unabhängigkeit Jamaikas von der britischen Kolonialisierung entstanden war. Die Regierung hatte Rationierung von Trinkwasser verordnet. Das Telefonnetz war marode. Die Polizei hatte im Ablauf eines Jahres 31 Personen getötet und war dann selbst in den Streik getreten. Unter der Arbeiterschaft entstanden Unruhen. Leonard Dillon beschreibt die Situation und weist darauf hin, dass viele Probleme noch aus der englischen Kolonialzeit stammen:
Look deh now - everything crash
Look deh now - everything crash
Firemen strike
Watermen strike
Telephone company too
Down too the policeman do
What damn bad a morning can't come good a evening, woy
Every day yuh carrying bucket to the well - one day the bucket bottom mus' drop out
Everything crash
Doch die Ethopians können auch sanftere Töne anschlagen, so z. B. bei Long Time Now, einem wunderschönen Love-Song.
1969 hat ein neuer Musikstil den Rocksteady abgelöst, die Ethiopians besingen ihn in Reggae Hit The Town. Ihre Zusammenarbeit mit Johnson führt zu zwei weiteren großartigen Alben: „Reggae power“ und „Woman Capture Man“. Die Ethiopians beginnen mit einer ganzen Reihe weiterer Produzenten zu arbeiten. Melvin Reid erscheint weniger auf den Platten, und die Ethiopians arbeiten immer öfter als Duo. 1974 verlässt Reid die Gruppe endgültig. Obwohl sie weiterhin hervorragende Musik machen, bleibt doch der kommerzielle Erfolg aus, und Dillon und Taylor müssen „normale“ Jobs annehmen. Taylor arbeitet an einer Tankstelle, wo er im September 1975 von einem vorbeifahrenden Lkw erfasst und getötet wird. Nach dem tragischen Verlust seines engsten Freundes zieht sich Dillon in seinen Heimatort Port Antonio zurück. Erst 1977 wird er wieder aktiv und veröffentlicht gemeinsam mit dem früheren Ethiopians-Mitglied Aston Morris das Album „Slave Call“. Im darauf folgenden Jahr erscheint unter dem Namen Ethiopians Dillons Solo-Album „Everything Crash“ (unter dem gleichen Namen existiert allerdings auch eine Ethiopians-„Best Of“). Vom damaligen jamaikanischen Premierminister Edward Seaga bekommt er das „Certificate for Appreciation for Pop Music Developement“ verliehen.
Nach einigen Solo-Aktivitäten formiert Dillon in den Achtzigern die Ethiopians mit Harold Bishop und Neville Duncan (früher bei Burning Spear) und absolviert in dieser Besetzung einige Tourneen. Gegen Ende des Jahrtausends besteht das Ethiopians-Lineup neben Dillon aus den Background-Sängerinnen Jennifer Lara und Merlene Webber, die auch auf dem Album von 1999, „Tuffer Than Stone“, mitwirken. Zuletzt hat die Gruppe eine großartige Tournee mit Max Romeo unternommen.

## Diskografie (Auswahl)

### Singles/Songs
- 1966: Dun Dead A’ Ready, For You, Free Man, I Am Free, I’m Gonna Take Over Now, Live Good, Owe Me No Pay Me, Why You Gonna Leave Me Now
- 1967: Cool It Amigo, Do It Sweet, Engine '54, I Need You, Stay Loose Mama, The Whip, The World Goes Ska, Train to Glory, Train To Skaville
- 1968: Come On Now, Everything Crash, Fire A Mus Mus Tail, Give Me Your Love, Long Time Now, My Love, Reggae Hit the Town, Unchanged Love, Woman's World, You Got The Dough
- 1969: Big Splish Splash, Buss Your Mouth, Clap Your Hands, Contention, Everyday Talking, Feel The Spiritv, Gun Man, Hong Kong Flu, I'm Not A King, My Testimony, Not Me, One Heart, One Love, One, Well Red, What A Big Surprise, What A Fire, Woman Capture Man, You, Wreck It Up
- 1970: Condition A Bad A Yard, Don't Let It Go, Drop Him, Mek You Go On So, Mother's Tender Care, Good Ambition, Hang On, I'll Never Get Burnt, No Baptism, Praise Far I, (Things A Get) Bad To Worse, What A Pain, Your promise
- 1971: He's Not A Rebel, I Need Someone, Jennie, Lot Wife, Pirate, Promises, Sad News, Solid As A Rock, Sound Of Our Forefathers, Starvation, The Selah
- 1972: Israel Want Be Free
- 1973: Hail Brother Rasta, Hail, The Ring, The Word Is Love
- 1974: (I Want To Be) A Better Man, Conquering Lion,
- 1975: Band Yu Belly, Knowledge Is Power
- 1976: Another Moses
- 1977: Culture, Ethiopian National Anthem, Guilty Conscience, Hurry On, I Love Jah, Let It Be, Nuh Follow Babylon, Obeah Book, Slave Call
- 1986: Pirate

### Alben
- 1968: Engine 54
- 1969: Reggae Power
- 1970: Woman Capture Man
- 1977: Slave Call
- 1978: Everything Crash
- 1994: Owner Fe De Yard
- 1999: Tuffer Than Stone